# Васильев, Олег Фёдорович
Олег Фёдорович Васильев (1 августа 1925, Москва, СССР, РСФСР — 7 марта 2017, Новосибирск) — советский и российский учёный в области прикладной гидродинамики и гидравлики, академик РАН по Отделению океанологии, физики атмосферы и географии (1994; член-корреспондент АН СССР с 1970), советник РАН.

## Биография
Участник Великой Отечественной войны, связист.
В 1948 г. окончил Московский гидромелиоративный институт.
В 1948—1959 гг. работал в Московском инженерно-строительном институте. Кандидат технических наук (1951).
В 1959 г. от П. Я. Кочиной получил приглашение перейти на работу в Сибирское отделение АН СССР. Продолжил трудовую деятельность в Институте гидродинамики Сибирского отделения АН СССР, в должности заведующего лабораторией прикладной гидродинамики, затем — заведующий лабораторией гидрофизики и экологии водоёмов.
В 1977—1980 гг. — заместитель директора Международного института прикладного системного анализа (IIASA, Австрия).
Доктор технических наук (1960).
Член-корреспондент АН СССР (1970), академик РАН (1994).
Организатор (1985) и первый директор (1987—1995) Института водных и экологических проблем СО РАН (ИВЭП СО РАН) в Барнауле. С 1995 г. — советник РАН.
Подготовил 13 докторов и около 40 кандидатов наук. Автор и соавтор около 300 научных публикаций, в том числе 5 монографий и ряда монографических обзоров.
Член Сибирского регионального отделения Научного совета РАН по проблемам экологии и чрезвычайным ситуациям, член Объединённого ученого совета наук о Земле СО РАН, член научно-консультативного совета ЮНЕСКО по проблеме Аральского моря, член Совета Международной ассоциации по гидравлическим исследованиям (МАГИ).
Входил в состав редколлегий журналов «Водные ресурсы», «Сибирский экологический журнал», «Ecological Modelling» (Elsevier).

Могила О. Ф. Васильева

Похоронен на Южном кладбище.

## Научная деятельность
Направления научной деятельности: прикладная гидродинамика, гидравлика, гидрология, гидрофизика и экология водоемов.
В числе направлений исследовательских работ:
- численные методы решения задач о нестационарных течениях в открытых руслах, каналах, в том числе задачи о волне прорыва в случае разрушения высокой плотины, а также для расчета течений реального газа в газопроводах и их системах,
- гидродинамические процессы в стратифицированных по плотности средах созданы методы математического моделирования водоемов-охладителей ТЭС и АЭС

Исследования в области гидродинамики наклонных судоподъемников при создании высоконапорных гидроузлов легли в основу проектирования и строительства уникального судоподъемника для Красноярской ГЭС.
Под его руководством в ИВЭП СО РАН разработаны методы комплексной оценки экологических последствий строительства гидротехнических сооружений, использованные при экспертизе строительства Крапивинского гидроузла на реке Томи и проекта Катунской ГЭС. Проведена оценка баланса ртути на территории Сибири в целом и роли этого региона в глобальном круговороте ртути. Развернуты лимнологические исследования озерных систем Сибири.

## Публикации
- Основы механики винтовых и циркуляционных потоков, М. — Л., 1957.
- О газотермодинамическом расчёте потоков в простых и сложных трубопроводах, «Изв. Сибирского отделения АН СССР». Серия технических наук, 1968, № 13, в. 3 (совм. с А. Ф. Воеводиным).

## Награды и звания
Награждён орденом Отечественной войны I степени (11.03.1985), 
двумя орденами «Знак Почёта» (1967, 1975),
 орденом «За заслуги перед Отечеством» IV степени (1997), 
медалями, в том числе «За отвагу» (1943).